# Stapleton Township (comté de Chickasaw, Iowa)
Pour les articles homonymes, voir Stapleton.
Stapleton Township est un township, du comté de Chickasaw en Iowa, aux États-Unis,.
Le township est organisé en 1857 et baptisé en l'honneur de Thomas G. Staples, un colon et postier local.

## Source de la traduction
- (en) Cet article est partiellement ou en totalité issu de l’article de Wikipédia en anglais intitulé « Stapleton Township, Chickasaw County, Iowa » (voir la liste des auteurs).